# Narcisse Lefebvre-Hermant
Pour les autres membres de la famille, voir Lefèvre#Politiques.
Narcisse Lefebvre du Preÿ, dit Lefebvre-Hermant (4 mars 1795 à Arras - 24 octobre 1860 à Saint-Omer), est un homme politique français.

## Biographie
Fils de Lefebvre-Cayet, Narcisse fait des études administratives et économiques et devient notaire à Saint-Omer (Pas-de-Calais).
Nommé, le 9 novembre 1828, adjoint au maire de Saint-Omer, il occupe ce poste jusqu'au 18 juillet 1830, époque à laquelle il donne sa démission. Il entre, le 27 septembre de la même année, au conseil municipal, est membre du comité de bienfaisance, de la commission sanitaire, conseiller d'arrondissement en 1839, conseiller général du 10 avril 1842 à sa mort, administrateur des hospices et des prisons, etc., et reçoit, le 13 février 1842, la croix de chevalier de la Légion d'honneur. 
Le 1er août 1846, les électeurs du 7e collège du Pas-de-Calais (Saint-Omer) le nomment député, contre M. Dekeiser et M. Baudens. M. Lefebvre-Hermant siège jusqu'en 1848 dans les rangs de la majorité. Rallié à la politique présidentielle de Louis-Napoléon Bonaparte, il est désigné, le 29 février 1852, comme le candidat du gouvernement au Corps législatif (Second Empire) dans la 4e circonscription du Pas-de-Calais, et est élu député contre M. de Saint-Amour, ancien représentant, et à M. Papeleu. Il s'associa au rétablissement de l'Empire après avoir obtenu sa réélection, le 22 juin 1857.
Le 13 août de la même année, il est promu officier de la Légion d'honneur. La ville de Saint-Omer lui doit, entre autres fondations, celle de la Société des antiquaires de la Morinie, celle d'un établissement de bains, des lavoirs publics, etc. M. Lefebvre-Hermant est remplacé comme député, le 9 décembre 1860, par M. Le Sergeant de Monnecove. 

## Vie familiale
Fils cadet de François-Joseph Lefebvre-Cayet et Victoire Guislaine Josèphe Cayet, Narcisse épouse, le 20 août 1823 à Saint-Omer, Célestine Joseph Hermand (1803 - Saint-Omer (Pas-de-Calais) † 29 novembre 1840 - Saint-Omer (Pas-de-Calais)). Ensemble, ils ont :
- un fils, marié, dont postérité ;
- Alphonse (septembre 1827 † 20 mai 1838) ;
- Eugénie (11 octobre 1828 † 14 novembre 1899 - Saint-Martin-au-Laërt) ;
- Jules (né le 26 mars 1830, décédé à Coquelles), maire de Coquelles, marié, dont :
  - Marie (née le 1er décembre 1857), mariée ;
  - un fils ;
  - un fils, marié ;
- Mathilde (5 août 1832 † 21 avril 1875 - Saint-Omer (Pas-de-Calais)) ;
- Edmond Marie Lefebvre du Preÿ[8] (16 août 1834 - Saint-Omer (Pas-de-Calais) † 18 février 1910 - Saint-Omer), maire de Saint-Omer (Pas-de-Calais), conseiller général (1883), député du Pas-de-Calais (1882-1889), marié, dont :
  - Edmond Lefebvre du Prey, marié, dont postérité ;
  - quatre filles et quatre fils, mariés, dont postérité ;
- Anna (16 octobre 1838 † 2 décembre 1881 - Saint-Omer (Pas-de-Calais)), mariée.